# Urani Rumbo
Pour l’article homonyme, voir Rumbo.
Urani Rumbo, née le 20 janvier 1895, morte le 26 mars 1936, est une féministe, enseignante et dramaturge albanaise. Elle fonde plusieurs associations de promotion des droits des femmes en Albanie, la principale étant la Lidhja e Gruas (en français : l'Union des femmes), l'une des premières organisations féministes de premier plan en Albanie.

## Biographie
Urani Rumbo naît en 1895 à Stegopul, un village près de Gjirokastër dans le sud de l'Albanie. Elle est la fille de Spiro Rumbo, qui enseigne dans les villages de la région, et d'Athana Rumbo. Elle a trois frères, Kornil, Thanas et Dhimitër Rumbo, et une sœur Emily, elle aussi enseignante.
Elle reçoit une instruction élémentaire et termine sa scolarité de six ans à l'école de Filiates, où son père est enseignant. En même temps, elle se familiarise avec les œuvres de folkloristes et d'écrivains albanais notables. Elle sait écrire couramment en albanais et en grec. Dès l'âge de quinze ans, elle commence à enseigner la littérature albanaise. À partir de 1910, elle fréquente le lycée de Ioannina, mais son éducation est interrompue par les guerres balkaniques. Pendant la guerre, elle apprend seule l'italien et le français.
De 1916 à 1917, Urani Rumbo œuvre à Dhoksat, une ville du sud de l'Albanie, comme professeur de littérature albanaise ; à ce poste, elle encourage vivement l'utilisation de la langue albanaise. De 1917 à 1918, elle enseigne à Mingul et Nokovë, puis en 1919 elle enseigne à l'école De Rada de Gjirokastër. Cette même année 1919, elle lance une initiative contre l'analphabétisme féminin et contre la tradition de restreindre les femmes à des parties spécifiques de la maison. En 1920, elle ouvre l'école Koto Hoxhi, du nom de Koto Hoxhi, un des promoteurs de la renaissance de la langue albanaise.  L'école Koto Hoxhi est une école primaire de cinq ans pour les filles, de toutes les localités de la région de Gjirokastër et de toutes les religions. Quelques années plus tard, elle devient la directrice de l'école. 
Pendant l'essor du mouvement démocratique de 1921 à 1924, Urani Rumbo publie dans les journaux locaux Demokratia et Drita des articles sur les problèmes rencontrés par les femmes albanaises, notamment sur le problème de l'éducation. À la même époque, elle met en place des cours de formation pour les femmes en couture, broderie, agriculture, musique et jardinage. Elle écrit aussi et met en scène des pièces de théâtre ; elle organise des représentations théâtrales dans les écoles pour encourager les filles à participer à la vie publique.
Le 23 novembre 1920, avec Hashibe Harshova, Naxhije Hoxha et Xhemile Balili, elle fonde à Gjirokastër Lidhja e Gruas (en français l'Union des femmes), l'une des plus importantes organisations féministes d'Albanie pour l'émancipation des femmes. Elles publient une déclaration commune dans le journal Drita, protestant contre les conditions sociales des femmes et la discrimination à leur égard. En 1923, Urani Rumbo lance avec d'autres femmes une campagne pour le droit des filles à fréquenter comme les garçons le lycée de Gjirokastër. 
Le 25 juillet 1924, Urani Rumbo fonde l'organisation féministe Përmirësimi (Amélioration). Përmirësimi organise des cours de formation pour les femmes des différentes classes de la société. Le 4 juillet 1930, elle est accusée par les autorités d'avoir encouragé les filles de l'école Koto Hoxhi à se produire dans des pièces de théâtre. Elle répond par un article dans le journal Demokratia, dénonçant l'absurdité des accusations à son encontre. Bien qu'elle soit soutenue par l'opinion publique dans tout le pays, le ministère de l'Éducation la mute à Vlorë, où elle enseigne jusqu'à sa mort le 26 mars 1936.

## Hommages et postérité
Deux biographies paraissent sur Urani Rumbo. La première est publiée en 1977 et s'intitule Urani Rumbo: Enseignante du peuple (en albanais Urani Rumbo: Mësuese e Popullit) ; la seconde est publiée en 2008 et s'intitule Urani Rumbo, éminente travailleuse de l'éducation albanaise (en albanais : Urani Rumbo punëtore e shquar e shkollës shqiptare).
Le 1er mars 1961, Urani Rumbo reçoit à titre posthume la médaille Mësuese e Popullit (en français : professeur du peuple). Une école de la ville de Gjirokastër porte le nom d'Urani Rumbo.